# San Marcos, Puebla
San Marcos är en ort i Mexiko.   Den ligger i kommunen Puebla och delstaten Puebla, i den sydöstra delen av landet, 110 km öster om huvudstaden Mexico City. San Marcos ligger 2 181 meter över havet och antalet invånare är 401.
Terrängen runt San Marcos är platt västerut, men österut är den kuperad. Runt San Marcos är det mycket tätbefolkat, med 2 614 invånare per kvadratkilometer. Närmaste större samhälle är Puebla de Zaragoza, 8,2 km nordväst om San Marcos. Trakten runt San Marcos består till största delen av jordbruksmark.